# Parc nacional de Burabai
El Parc Nacional de Burabai (en kazakh: Бураба́й мемлекетті́к ұлтты́қ табиғи́ паркі́) és un parc natural del Kazakhstan localitzat en el districte de Burabai, província d'Akmolà sota jurisdicció directa del President del Govern.
En ser una àrea protegida, les activitats econòmiques i lúdiques estan prohibides d'acord amb la legislació vigent de les reserves naturals.

## Història i estatus
El parc va ser establert el 1898 com a paratge natural. El 1920 va ser nacionalitzat i declarat ciutat balneari d'importància nacional. El 1935 va ser organitzat com a "parc nacional de la reserva natural de Burabai" fins al 1951, any en el qual es va establir una zona boscosa.
Al maig de 1997, es va aprovar una moció governamental en la qual el bosc es passaria a declarar natural i la gestió del mateix passaria a estar gestionat per l'Estat. En el 2000 amb la sanció de la moció Núm. 1246 del 12 d'agost es construeix el parc nacional amb una superfície de 83.511 ha, de les quals 47.600 són de bosc.
El 2010 la superfície aconsegueix una extensió de 129.935 ha. de les quals 370 són terres ermes.

## Geografia

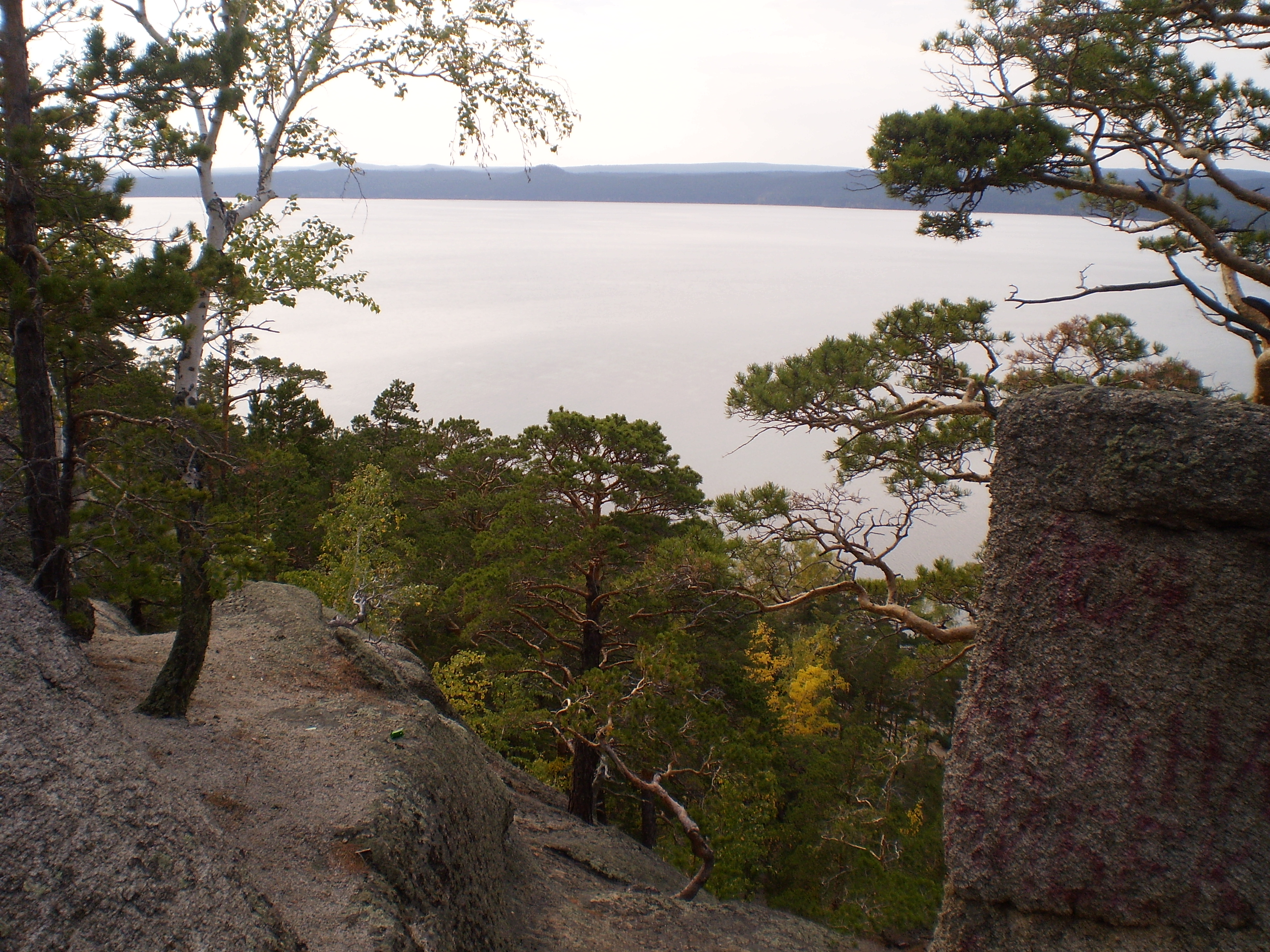

### Climatologia
La temperatura mitjana al gener és de -16℃ i al juliol de +19℃. La precipitació mitjana ronda els 300 mm anuals. Pel que fa a les nevades, aquestes arriben a un gruix d'entre 25 i 35 cm i tenen una durada des de novembre a abril.

### Flora i fauna
Dins dels límits es troben 757 varietats de plantes, de les quals 119 estan protegides i dotze es troben en la Llista Vermella. El bosc compta amb un 65% de pinàcies, 31% de bedolls, 3% de pollancres i un 1% d'arbustos. A la zona també és freqüent trobar bolets comestibles.
A causa de la diversitat de la flora, la fauna és abundant: íntegrament es poden trobar 305 espècies animals, sent un 36% de la diversitat salvatge del Kazakhstan.